# Guido De Murtas
Guido De Murtas (ur. 5 lutego 1936 w Bolonii) – włoski lekkoatleta, sprinter, złoty medalista uniwersjady w 1959.

## Kariera sportowa
Zwyciężył w sztafecie 4 × 100 metrów (w składzie: Salvatore Giannone, Livio Berruti, De Murtas i Giorgio Mazza) oraz zajął 6. miejsce w finale biegu na 100 metrów na uniwersjadzie w 1959 w Turynie. 
Był rezerwowym zawodnikiem sztafety 4 × 100 metrów na igrzyskach olimpijskich w 1960 w Rzymie.